# پاینکوورتویل (لوئیزیانا)
پاینکوورتویل (به انگلیسی: Paincourtville) شهری در ایالت لوئیزیانا کشور ایالات متحده آمریکا است که جمعیت آن در سرشماری سال ۲۰۱۰ میلادی، ۹۱۱ نفر بوده‌است.